# Tespe
Tespe is een gemeente in de Duitse deelstaat Nedersaksen. De gemeente maakt deel uit van de, vanuit Marschacht bestuurde, Samtgemeinde Elbmarsch in het Landkreis Harburg. Tespe telt 4.802 inwoners.

## Geografie, infrastructuur
Tespe grenst in het westen aan Marschacht en in het oosten aan dorpen in de Samtgemeinde Scharnebeck, waaronder Artlenburg.
De gemeente Tespe bestaat uit de volgende drie dorpen:
- Tespe, aan en dicht bij de Elbe
- Avendorf, ongeveer 3 km ten oost-zuidoosten van Tespe, eveneens aan de Elbe, ruim 400 inwoners
- Bütlingen, ongeveer 3 km ten zuiden van Tespe, met circa 900 inwoners, aan een smal riviertje met de naam Alte Ilau.

Openbaar vervoer van, naar en in de gemeente is beperkt tot enkele schoolbuslijnen naar Bardowick v.v., waarvan er geen enkele buiten de spitsuren op schooldagen rijdt.
Tespe ligt enigszins bezijden het hoofdwegennet. Belangrijke verkeerswegen kan men over de Elbedijk bereiken in het oosten via de buurgemeente Artlenburg, richting Lüneburg, en in het westen Marschacht, richting Hamburg.

## Geschiedenis, economie
Zie ook: Samtgemeinde Elbmarsch.
Tespe en Avendorf komen als Toshope, respectievelijk Wenthorp in 1230 voor het eerst voor in een document. Het begrip hop of hope betekent hoop, in Saksische dialecten een aanduiding voor: plaats, waar een groep mensen bij elkaar woont, dorp.
Op 20 april 1945, tegen het eind van de Tweede Wereldoorlog, werd Avendorf door een geallieerd luchtbombardement grotendeels verwoest.
De drie plaatsjes zijn steeds agrarisch getinte dorpen gebleven; na 1970 ontstond enig toerisme, en met name in Tespe werden nieuwbouwwijken voor pendelaars met een werkkring in Hamburg gebouwd.
Reeds sinds de 18e eeuw speelt de vrijwillige brandweer een belangrijke rol in het plaatselijke verenigingsleven.

## Bezienswaardigheden, toerisme

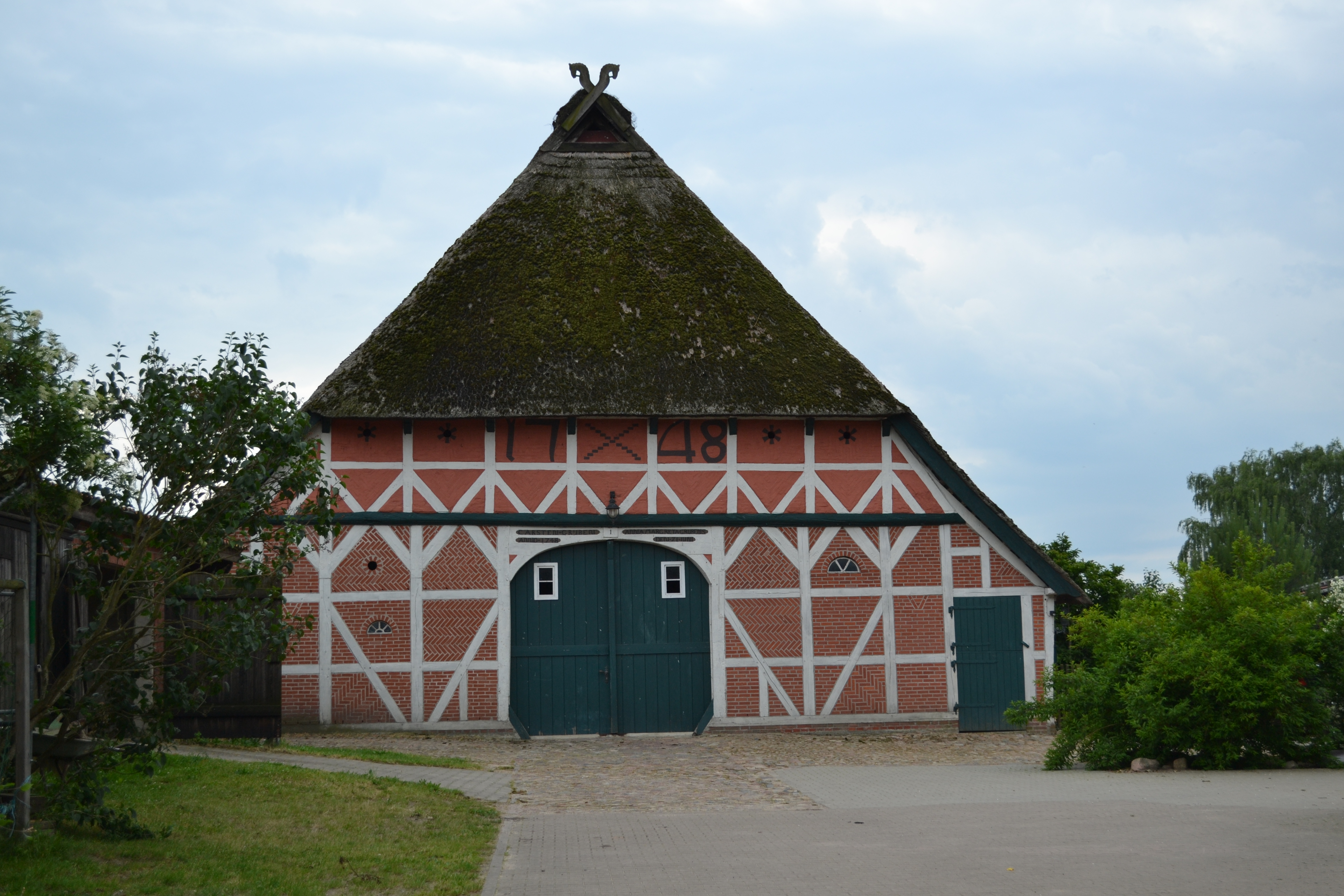
Oude boerderij te Bütlingen

Tespe beschikt over een haven voor plezierboten en een camping aan de Elbe. Ook te Avendorf ligt een kleine camping.
In Bütlingen staan enkele schilderachtige, oude boerderijen.
- Gemeinsame Normdatei: 4277597-8
- Virtual International Authority File: 237823074
- WorldCat: E39PCjFMYyhKm6yPXy7KRMMhQC

Appel · 
Asendorf · 
Bendestorf · 
Brackel · 
Buchholz in der Nordheide · 
Dohren · 
Drage · 
Drestedt · 
Egestorf · 
Eyendorf · 
Garlstorf · 
Garstedt · 
Gödenstorf · 
Halvesbostel · 
Handeloh · 
Hanstedt · 
Harmstorf · 
Heidenau · 
Hollenstedt · 
Jesteburg · 
Kakenstorf · 
Königsmoor · 
Marschacht · 
Marxen · 
Moisburg · 
Neu Wulmstorf · 
Otter · 
Regesbostel · 
Rosengarten · 
Salzhausen · 
Seevetal · 
Stelle · 
Tespe · 
Toppenstedt · 
Tostedt · 
Undeloh · 
Vierhöfen · 
Welle · 
Wenzendorf · 
Winsen (Luhe) · 
Wistedt · 
Wulfsen